# Дунямалиев, Ахмед Исмаил оглы
Ахмед Исмаил оглы Дунямалиев (азерб. Əhməd İsmayıl oğlu Dünyamalıyev; 1 мая 1926, Джебраильский уезд — 11 февраля 1991) — советский азербайджанский нефтяник, буровой мастер конторы бурения № 2 треста «Азморнефтеразведка» объединения «Каспморнефть» Министерства нефтяной промышленности СССР, Азербайджанская ССР. Герой Социалистического Труда (1971).

## Биография
Родился 1 мая 1926 года в селе Малаткешин Джебраильского уезда Азербайджанской ССР (ныне село в Зангеланском районе Азербайджана).
С 1944 года трудился на Бакинских нефтепромыслах, с 1960 года буровой мастер конторы бурения № 2 треста «Азморнефтеразведка», а позже и Карадагского морского управления буровых работ.
В первые же годы Дунямалиев решил усовершенствовать свою работу и набраться опыта, его учителями стали передовые нефтяники Рустам Рустамов, Ага Нейматулла и другие. Ахмед Дунямалиев был в числе тех, кому было доверено освоение буровых скважин Прикуринской низменности и Ширвани, там он со своими коллегами бурил самую глубокую, на то время, скважину в Прикуринской целине. В 1960 году бригада Дунямалиева начала вести поиск нефтегазовых месторождений на акватории Бакинского архипелага, а за 10 лет работы в архипелаге пробурены 300 скважин и обучено большое количество молодых специалистов. Бригадир бурильщиков Ахмед Дунямалиев отлично организовал труд в буровой бригаде и достиг наивысшей коммерческой проходки скважин на нефтяных месторождениях Каспия. Использование его опыта работы позволило значительно ускорить темпы проходки в скважинах, по итогам семилетки бригада сэкономила более 200 тысяч рублей. В районе Алятского мыса бригада Дунямалиева в 1966 году пробурила скважину № 59 на глубину 4032 метров, выполнив план 1966 года досрочно, за 8 месяцев. Когда развернулось соревнование за досрочное выполнения заданий восьмой пятилетки, буровой мастер выступил с предложением бурить лучше, быстрее с меньшими затратами. Благодаря высоким скоростям, рациональному использованию инструмента, бережному расходованию химических реагентов и сокращению непроизводственных простоев, бригадой было сэкономлено 1376 тысяч рублей.
Досрочно выполнил личные социалистические обязательства и плановые задания Восьмой пятилетки (1966—1970). Указом Президиума Верховного Совета СССР от 30 марта 1971 года за выдающиеся заслуги в выполнении заданий пятилетнего плана по добыче нефти и достижение высоких технико-экономических показателей в работе Дунямалиеву Ахмеду Исмаил оглы присвоено звание Героя Социалистического Труда с вручением ордена Ленина и золотой медали «Серп и Молот».
Активно участвовал в общественной жизни Азербайджана. Член КПСС с 1968 года.